# Metachanda aldabrella
Metachanda aldabrella är en fjärilsart som beskrevs av Legrand 1965. Metachanda aldabrella ingår i släktet Metachanda och familjen Metachandidae. Inga underarter finns listade i Catalogue of Life.